# Norops granuliceps
Norops granuliceps este o specie de șopârle din genul Norops, familia Polychrotidae, descrisă de Boulenger 1898. A fost clasificată de IUCN ca specie cu risc scăzut. Conform Catalogue of Life specia Norops granuliceps nu are subspecii cunoscute.